# 3465 Trevires
3465 Trevires (1984 SQ5) là một tiểu hành tinh vành đai chính được phát hiện ngày 20 tháng 9 năm 1984 bởi H. Debehogne ở La Silla.